# (73498) 2002 RP25
(73498) 2002 RP25 – planetoida z pasa głównego asteroid okrążająca Słońce w ciągu 5,42 lat w średniej odległości 3,08 j.a. Odkryta 4 września 2002 roku.